# Posledniy geroy
Poslednii geroi (en ruso: Последний герой, en español: El último héroe), lanzado inicialmente en Francia como Dernier Des Héros es un álbum de la banda soviética de rock Kino. El álbum contiene una de las canciones más famosas de la banda, "Peremen" (Перемен), que se convirtió en un himno de la Perestroika. Se trata básicamente de una recopilación de canciones regrabadas de lanzamientos previos. Fue lanzado primero en Francia debido a la surgiente popularidad de la banda en el extranjero.

## Historia
Fue grabado en el departamento de Valery Leontief en Moscú en enero de 1989 y mezclado en Studio du Val d'Orge en el barrio Épinay sur Orge de París. El lanzamiento del álbum fue financiado por Joel Bastener, agregado cultural de la embajada de Francia en la URSS. Las canciones fueron elegidas por el propio Viktor Tsoi, que quería hacer un álbum de Lo mejor de Kino e insistió en que fuera hecho en Francia. Después de la grabación en el estudio de Leontief, Tsoi le dio el álbum a Bastener para que lo publicara. 
La portada fue diseñada por Tsoi y Gurianov. Durante la elaboración del álbum se grabó "Blood Type", una traducción al inglés de "Gruppa krovi" hecha a petición de un fan estadounidense, pero no fue incluida en el álbum. Fue lanzado en Francia en abril de 1989 por Off The Track Records con el título Le Dernier Des Héros junto con el sencillo "Maman". Fue publicado como Последний герой durante su lanzamiento en la URSS.

## Canciones
Los títulos están ordenados conforme a su aparición en la edición francesa de 1989 y en la edición rusa posterior. Las canciones 1 a 5 fueron publicadas en un lado del disco y de la 6 a la 10 en el otro.
1. "Changement" / "Хочу Перемен" ("Quiero cambios") — 5:00
2. "Train de Banlieue" / "Электричка" ("Locomotora eléctrica") — 4:51
3. "Guerre" / "Война" ("Guerra") — 4:06
4. "D'ou Vient Donc Cette Tristesse" / "Печаль" ("Tristeza") — 5:14
5. "Trolleybus" / "Троллейбус" ("Trolebús") — 2:56
6. "Le Dernier Des Héros" / "Последний Герой" ("El último héroe") — 3:06
7. "Groupe Sanguin" / "Группа Крови" ("Grupo sanguíneo") — 4:04
8. "Maman" / "Мама" ("Mamá") — 3:53
9. "Dans Nos Yeux" / "В Наших Глазах" ("Ante nuestros ojos") — 3:49
10. "Bonne Nuit" / "Спокойной Ночи" ("Buenas noches") — 6:29